# Abri Blanchard
De abri Blanchard, ook gekend als abri Blanchard I, abri Blanchard-des-Roches en abri Didon is een ingestorte prehistorische schuilplaats in de vallei van de Vézère te Sergeac (in de Franse Dordogne). Ze maakt deel uit van een cluster van rotswoningen in een plaats genaamd Castel-Merle. Ze ligt vlak naast de abri Castanet.

## Opgravingen
Een eerste opgravingscampagne werd gevoerd door Marcel Castanet en Louis Didon in 1910-12. Ze huurden het terrein van eigenaar M. Blanchard. D. Peyrony identificeerde twee lagen uit het Aurignacien. Bij nieuwe opgravingen in het begin van de 21e eeuw is een meer complexe stratigrafie weerhouden.
In de abri Blanchard zijn een aantal merkwaardige vondsten gedaan, waaronder een arendsbeen met inkepingen die speculatief zijn geïnterpreteerd als een maankalender. Op de muren van de grot is een oeros gegraveerd waarbij stippen als grafische techniek zijn gebruikt. Hij wordt gedateerd op 38.000 BP (via moleculaire filtratie en hydroxyproline-koolstof-14-datering). Net als in omliggende sites zijn in de abri Blanchard ook gegraveerde vulva's aangetroffen.
De vondsten zijn voornamelijk overgebracht naar het Musée des Antiquités nationales van Saint-Germain-en-Laye en het Musée du Périgord van Périgueux. Ook in de collecties van het Musée de l'Homme en het Institut de Paléontologie Humaine zitten artefacten afkomstig uit de abri Blanchard.